# Црвени коњ
Црвени коњ (мак. Црвениот коњ) је југословенски филм, по сценарију Ташка Георгиевског и Столета Попова, који је уједно и режирао филм. Филм је снимљен 1981. године, а по жанру је ратни, историјски и драма. Главне улоге у филму тумаче Велимир Бата Живојиновић, Илија Џувалековски и Мето Јовановски. Филм је снимљен по истоименом роману Ташка Георгиевског.

## Кратак садржај
У саставу Демократске армије Грчке (ДАГ), против монархофашистичког режима борили су се грчки и македонски народ. Потпомогнута западним силама и Америком, десница је поразила ДАГ 1949. године, док су њихови борци разоружани и пребачени на брод. Док се превозе бродом, они су убеђени да иду на ново бојиште, где ће опет добити оружје и наставити са борбом. Уместо тога, борци буду пребачени у Узбекистан, где постају ангажовани на раду у пиринчаним пољима и металуршком комбинату. Током радова, Борис, удовац и отац три ћерке заљубљује се у Олгу. Његов пријатељ Вани, не уме да се снађе у новој земљи, потиснут носталгијом и болешћу, умире. Његова смрт изузетно потреса Бориса, али истовремену дају му силу да савлада своје унутрашње конфликте и да се врати у родно земљу. Док путује, сусреће сељака који продаје свог необичног црвеног коња, кога Борис купује. Са коњем улази у село, где сељаци нису пријатељски настројени према њему и после свађе они му убијају коња.

## Улоге
| Глумац                   | Улога       |
| ------------------------ | ----------- |
| Велимир Бата Живојиновић | Борис Тушев |
| Илија Џувалековски       | Никифор     |
| Јорданчо Чевревски       | Вани Јосмов |
| Коле Ангеловски          | Шујде       |
| Радмила Живковић         | Олга        |
| Мето Јовановски          | Вани Урумов |
| Лиле Георгиева           | Дрита       |
| Столе Аранђеловић        | Никола      |
| Душан Јанићијевић        | командант   |
| Илија Милчин             | Лефтер      |
| Ацо Јовановски           | Сабрија     |
| Ристо Шишков             | Ставропулос |
| Владимир Светиев         | Белиот      |
| Кирил Ристоски           | командир    |
| Братислав Димитров       |             |
| Шишман Ангеловски        |             |

Остале улоге ▼
| Глумац                   | Улога  |
| ------------------------ | ------ |
| Сабина Ајрула            |        |
| Славица Зафировска       |        |
| Мустафа Јашар            | Црниот |
| Силвија Стојановска      | Јана   |
| Драгиша Димитриевски     |        |
| Младен Крстевски         | Иле    |
| Димитар Гешоски          | Пени   |
| Мирче Доневски           |        |
| Самоил Дуковски          |        |
| Благоја Ристовски        |        |
| Киро Попов               |        |
| Марин Бабић              |        |
| Мара Исаја               |        |
| Ацо Дуковски             |        |
| Ацо Стефановски          |        |
| Кирчо Божиновски         |        |
| Томе Моловски            |        |
| Драги Крстевски          |        |
| Јон Исаја                |        |
| Борис Чоревски           |        |
| Александар Шехтански     |        |
| Цане Настески            |        |
| Џeмаил Макшут            |        |
| Фехми Груби              |        |
| Славко Тасевски          |        |
| Илија Струмениковски     |        |
| Гоце Тодоровски          |        |
| Кица Ивковска-Вељановска |        |
| Бећир Нуредини           |        |
| Драгомир Станојевић      |        |